# Józef Szkot
Józef Szkot (łac. Josephus Scottus; zmarł między 791 a 804 rokiem) – wczesnośredniowieczny irlandzki mnich, pisarz i poeta.
Jego macierzystym klasztorem było Clonmacnoise w Irlandii, gdzie pobierał nauki u niejakiego Colge. Następnie kształcił się w Yorku u Alkuina, w ślad za którym przybył około 790 roku na dwór Karola Wielkiego. Do końca życia przebywał w państwie frankijskim, zostając opatem nieznanego bliżej klasztoru. Zmarł jeszcze przed śmiercią Alkuina.
Utrzymywał bliskie kontakty z Alkuinem, zachowały się dwa listy Alkuina do Józefa. Na jego to polecenie Józef sporządził skróconą i skorygowaną wersję komentarza Hieronima do Księgi Izajasza; dzieło to zachowało się w dwóch rękopisach. Znany jest także niewielki zbiorek wierszy Józefa Szkota, zawierający głównie akrostychy na tematy religijne.